# Orazio Maffei
Orazio Maffei (Roma, 1580 – Roma, 11 gennaio 1609) è stato un cardinale e arcivescovo cattolico italiano.

## Biografia
Secondo dei cinque figli di Mario Maffei (fratello dei cardinali Bernardino e Marcantonio) e di Plautilla Fabi, cugino del cardinale Marcello Lante, studiò all'Università di Perugia.
Entrò subito dopo al servizio della Curia Romana sotto il pontificato di Paolo V Borghese. Ricevuti gli ordini minori, fu amministratore della Camera apostolica e l'11 gennaio 1603 venne nominato governatore di Civitavecchia. Fu creato da Paolo V cardinale presbitero del titolo di San Giorgio in Velabro nel concistoro dell'11 settembre 1606 ed il 7 febbraio 1607 optò per il titolo dei Santi Marcellino e Pietro.
Nonostante non avesse ancora raggiunto l'età canonica di trent'anni, il 3 settembre 1607 fu eletto alla sede metropolitana di Chieti (che fu già degli zii Bernardino e Marcantonio) e venne consacrato il 16 settembre successivo nella chiesa di San Silvestro al Quirinale da suo cugino, il cardinale Marcello Lante.
Morì dopo neanche due anni e venne inumato nella cappella di famiglia nella chiesa di santa Maria sopra Minerva, a Roma.

## Genealogia episcopale
La genealogia episcopale è:
- Cardinale Guillaume d'Estouteville, O.S.B.Clun.
- Papa Sisto IV
- Papa Giulio II
- Cardinale Raffaele Sansone Riario
- Papa Leone X
- Papa Paolo III
- Cardinale Francesco Pisani
- Cardinale Alfonso Gesualdo di Conza
- Papa Clemente VIII
- Papa Paolo V
- Cardinale Marcello Lante della Rovere
- Cardinale Orazio Maffei

## Ascendenza
|                                       |   |                 | Genitori        |  |  | Nonni |  |  | Bisnonni       |  |  | Trisnonni        |  |
|                                       |   |                 |                 |  |  |       |  |  | Achille Maffei |  |  | Benedetto Maffei |  |
|                                       |   |                 |                 |  |  |       |  |  | Achille Maffei |  |  | Benedetto Maffei |  |
|                                       |   | Caterina Conti  |                 |  |  |       |  |  | Achille Maffei |  |  |                  |  |
| Girolamo Maffei, patrizio di Volterra |   |                 |                 |  |  |       |  |  | Achille Maffei |  |  |                  |  |
|                                       |   | Paolina Altieri | …               |  |  |       |  |  |                |  |  |                  |  |
|                                       |   | Paolina Altieri | …               |  |  |       |  |  |                |  |  |                  |  |
|                                       |   | Paolina Altieri | …               |  |  |       |  |  |                |  |  |                  |  |
| Mario Maffei                          |   | Paolina Altieri |                 |  |  |       |  |  |                |  |  |                  |  |
|                                       |   | Giacomo Mattei  | Battista Mattei |  |  |       |  |  |                |  |  |                  |  |
|                                       |   | Giacomo Mattei  | Battista Mattei |  |  |       |  |  |                |  |  |                  |  |
|                                       |   | Giacomo Mattei  | Lorenza Fabi    |  |  |       |  |  |                |  |  |                  |  |
| Antonia Mattei                        |   | Giacomo Mattei  |                 |  |  |       |  |  |                |  |  |                  |  |
|                                       |   | Lavinia Carbone | …               |  |  |       |  |  |                |  |  |                  |  |
|                                       |   | Lavinia Carbone | …               |  |  |       |  |  |                |  |  |                  |  |
|                                       |   | Lavinia Carbone | …               |  |  |       |  |  |                |  |  |                  |  |
| Orazio Maffei                         |   | Lavinia Carbone |                 |  |  |       |  |  |                |  |  |                  |  |
|                                       | … | …               |                 |  |  |       |  |  |                |  |  |                  |  |
|                                       | … | …               |                 |  |  |       |  |  |                |  |  |                  |  |
|                                       | … | …               |                 |  |  |       |  |  |                |  |  |                  |  |
| …                                     | … |                 |                 |  |  |       |  |  |                |  |  |                  |  |
|                                       |   | …               | …               |  |  |       |  |  |                |  |  |                  |  |
|                                       |   | …               | …               |  |  |       |  |  |                |  |  |                  |  |
|                                       |   | …               | …               |  |  |       |  |  |                |  |  |                  |  |
| Plautilla Fabi                        |   | …               |                 |  |  |       |  |  |                |  |  |                  |  |
|                                       |   | …               | …               |  |  |       |  |  |                |  |  |                  |  |
|                                       |   | …               | …               |  |  |       |  |  |                |  |  |                  |  |
|                                       |   | …               | …               |  |  |       |  |  |                |  |  |                  |  |
| …                                     |   | …               |                 |  |  |       |  |  |                |  |  |                  |  |
|                                       |   | …               | …               |  |  |       |  |  |                |  |  |                  |  |
|                                       |   | …               | …               |  |  |       |  |  |                |  |  |                  |  |
|                                       |   | …               | …               |  |  |       |  |  |                |  |  |                  |  |
|                                       |   | …               |                 |  |  |       |  |  |                |  |  |                  |  |